# Lauzun
Lauzun is een gemeente in het Franse departement Lot-et-Garonne (regio Nouvelle-Aquitaine) en telt 778 inwoners (1999). De plaats maakt deel uit van het arrondissement Marmande.

## Geschiedenis
De plaats is ontstaan rond een feodaal kasteel. Dit kasteel werd gebouwd op een plateau dat uitkeek op de vallei van de Dropt. Lauzun lag strategisch binnen Agenais nabij de grens met de Périgord. Het kasteel met een donjon en een kapel gaat terug op de 12e eeuw. In de 13e eeuw was de heerlijkheid Lauzun in handen van de machtige familie de Caumont. De eerste parochiekerk van Lauzun, de Saint-Étienne, lag buiten de omwalling van Lauzun op de weg naar Miramont. In de 16e eeuw werd de kasteelkapel de nieuwe parochiekerk. In deze eeuw werd het kasteel ook herbouwd.

## Geografie
De oppervlakte van Lauzun bedraagt 23,9 km², de bevolkingsdichtheid is 32,6 inwoners per km².
De onderstaande kaart toont de ligging van Lauzun met de belangrijkste infrastructuur en aangrenzende gemeenten.

## Demografie
Onderstaande figuur toont het verloop van het inwonertal (bron: INSEE-tellingen).